# Victor Ljungquist
Victor Erik Ljungquist, född 11 oktober 2000 i Skövde, är en svensk handbollsspelare (mittnia).
Ljungquist spelar i IFK Skövde, som också är hans moderklubb. Han debuterade i A-laget den 1 december 2017, 17 år gammal. Ljungquist har rankats som en av de mest lovande unga spelarna i Handbollsligan Han har spelat 15 landskamper i U19-landslaget.

## Privatliv
Victor Ljungquist är äldre bror till Adam Ljungquist, som även han spelar i IFK Skövde. Ljungquists far Mats Ljungquist var spelare i IFK Skövde 1985–2000 och assisterande tränare 2018–2021. 